# Igor Frenkel
Igor Borisovitch Frenkel (russe : Игорь Борисович Френкель, né le 22 avril 1952) est un mathématicien russo-américain, professeur émérite à l'université Yale, spécialiste de théorie des représentations et de physique mathématique.
Frenkel émigre aux États-Unis en 1979. Il soutient son doctorat à l'université Yale en 1980 avec une thèse intitulée Méthode des orbites pour les algèbres de Lie affines. Il occupe des postes à l'Institute for Advanced Study à Princeton et au Mathematical Science Research Institute à Berkeley, ainsi qu'un poste de professeur titulaire à l'université Rutgers, avant d'occuper son poste actuel de professeur à l'université de Yale. Il est élu à l'Académie nationale des sciences en 2018. Il est également membre de l'Académie américaine des arts et des sciences.

## Travaux de recherche
Dans les années 1980, en collaboration avec James Lepowsky et Arne Meurman (en), il construit l'algèbre vertex du Monstre, une algèbre d'opérateurs vertex qui fournit une représentation du groupe Monstre et constitue une étape pour élucider le monstrous moonshine de John McKay,.
Vers 1990, en tant que membre de l'École de mathématiques de l'Institute for Advanced Study, Frenkel travaille en théorie des nœuds dans l'espoir de développer une théorie permettant de considérer un nœud comme un objet physique. Il continue à développer l'idée avec son étudiant Mikhaïl Khovanov et leur collaboration a finalement conduit à la découverte de l'homologie de Khovanov (en), un raffinement subtil du polynôme de Jones, en 2002.
Les recherches d'Igor Frenkel au fil des années sont décrites dans (Etingof et al. 2012).